# Santo Antônio de Jesus
Santo Antônio de Jesus este un oraș în statul Bahia (BA) din Brazilia.